# Марковське (Польща)
Марковське (пол. Markowskie, нім. Markowsken) — село в Польщі, у гміні Велички Олецького повіту Вармінсько-Мазурського воєводства.
Населення — 153 особи (2011).
У 1975-1998 роках село належало до Сувальського воєводства.

## Демографія
Демографічна структура станом на 31 березня 2011 року:
|          | Загалом | Допрацездатний вік | Працездатний вік | Постпрацездатний вік |
| -------- | ------- | ------------------ | ---------------- | -------------------- |
| Чоловіки | 71      | 16                 | 47               | 8                    |
| Жінки    | 82      | 24                 | 41               | 17                   |
| Разом    | 153     | 40                 | 88               | 25                   |